# Bernhard Fleischmann (Musiker)

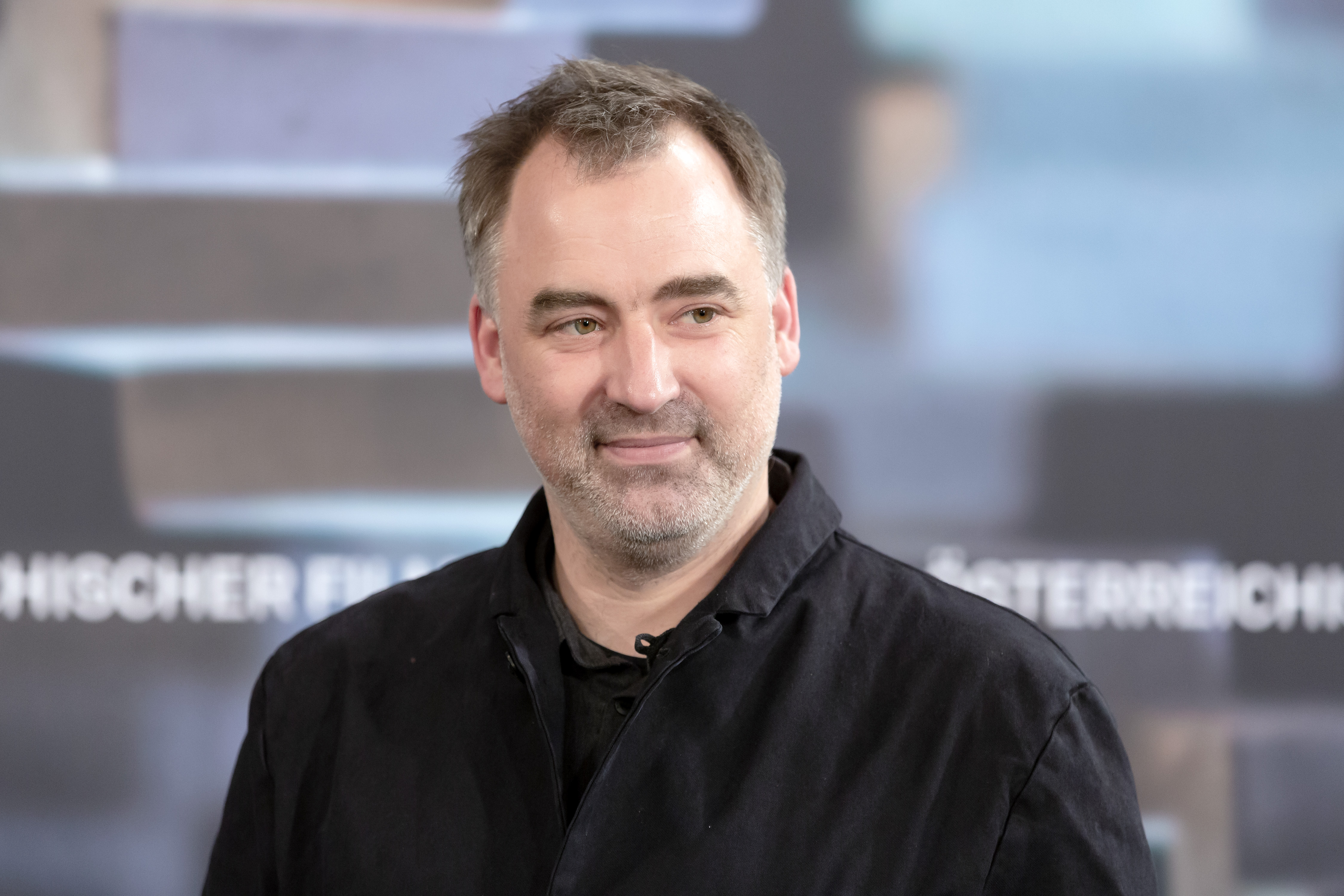
Bernhard Fleischmann (Österreichischer Filmpreis 2019)

Bernhard Fleischmann (* 1975 in Wien) ist ein österreichischer Indietronic-Musiker, Komponist und Produzent. Bekannt wurde er auch unter dem Künstlernamen B. Fleischmann.

## Biografie

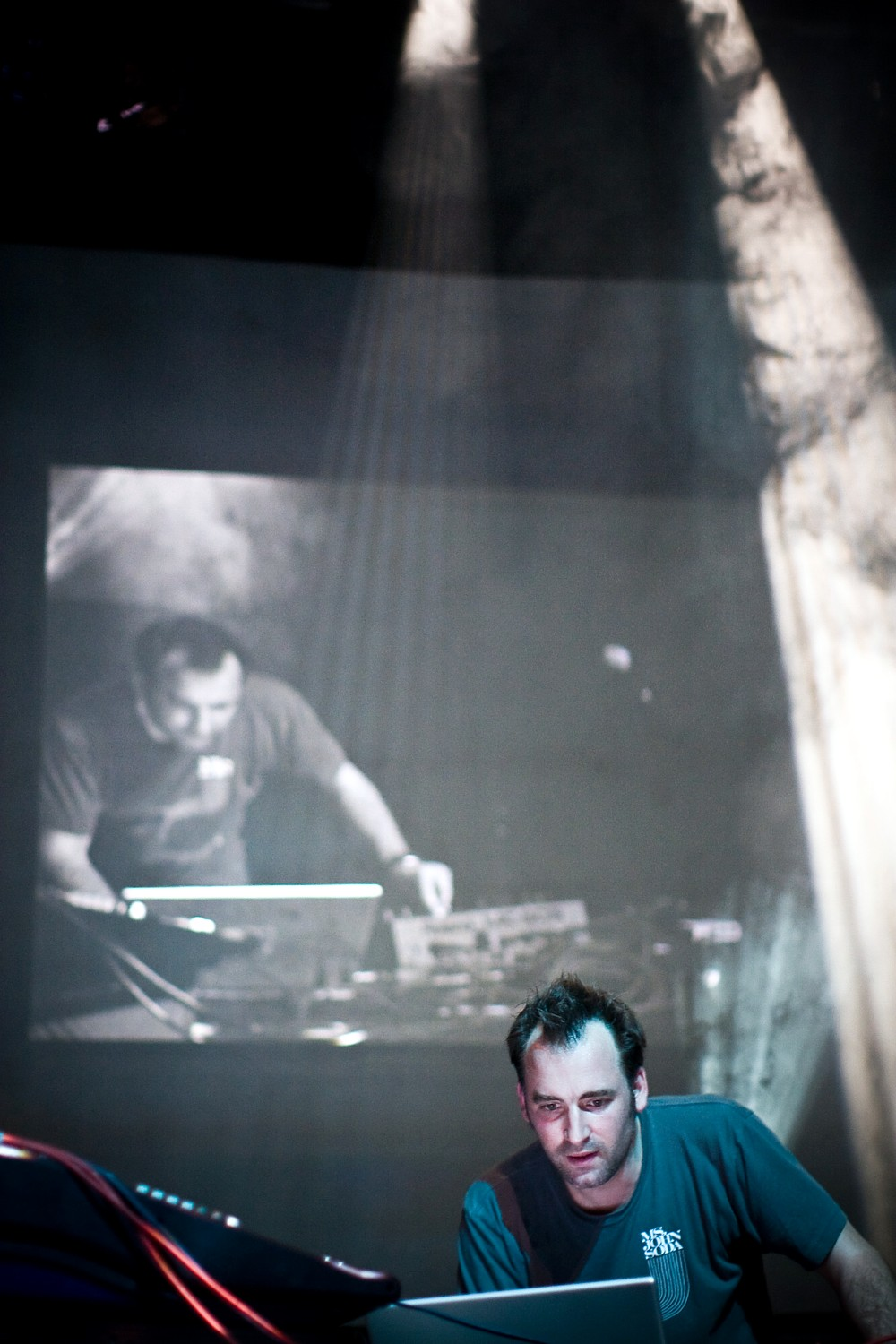
B.Fleischmann 2008 in Bratislava

Bernhard Fleischmann erhielt zunächst von 1988 bis 1995 Schlagzeugunterricht an der Musikschule Hinterbrühl. Ab 1991 folgten erste Konzerte mit verschiedenen Gitarren-Bands, darunter Sore! und Speed is essential. Letztere Band brachte mit Fleischmann am Schlagzeug 1998 die CD My idea of fun heraus. Ab 1998 beschäftigte sich Fleischmann näher mit elektronischer Musik und richtete sich ein eigenes Studio ein, in dem er seine ersten Kompositionen einspielte. Sein Debütalbum Pop Loops for breakfast erschien im April 1999 als Erstveröffentlichung des neugegründeten Labels Charhizma. Kurze Zeit später kam das Album als Vinyl beim ebenfalls neuen Label Morr Music heraus. Es folgten erste Konzerte in Österreich und Deutschland, darunter eine Tournee mit Lali Puna. Im November 1999 brachte Fleischmann wieder bei Morr Music und Charhizma die EP Sidonie heraus. Weitere Veröffentlichungen folgten auf verschiedenen Kompilationen.
2000 wurde Fleischmann in den USA bekannt, als er bei dem Label Fuzzy Box das Album A Choir Of Empty Beds veröffentlichen und im November 2000 zwei Konzerte in New York geben konnte. 2001 arbeitete Fleischmann bei Jörg Kalts Film Richtung Zukunft durch die Nacht mit, der beim Max Ophüls Preis 2002 den Sonderpreis der Jury erhielt. 2001 gründete Fleischmann zusammen mit Herbert Weixelbaum das Musikprojekt Duo505, das zunächst als einmalige Kooperation gedacht war. Es folgten aber noch weitere Aufnahmen und Konzerte. Im November 2003 brachte Fleischmann mit Welcome Tourist seine erste Doppel-CD heraus, auf der er mit Christof Kurzmann, Martin Siewert, Burkhard Stangl und Werner Dafeldecker zusammenarbeitete. Die zweite CD enthält das 45-minütige Take your time. Für Welcome Tourist erhielt Fleischmann in der Kategorie Bestes Album den erstmals vergebenen französischen qwartz electronic music award. Im August 2004 veröffentlichte Fleischmann mit Late sein erstes Album mit Duo505. Im selben Jahr lieferte Fleischmann für Jörg Kalts Film Crash Test Dummies, der bei der Berlinale 2005 uraufgeführt wurde, wieder die Filmmusik. Im Herbst 2005 spielte Fleischmann das Album The Humbucking Coil ein und brachte es im Frühjahr 2006 heraus. 2007 veröffentlichte der Musiker mit Melancholie und Sendestraße zwei jeweils 49-minütige Klangcollagen. 2008 folgte mit Another Illusion ein zweites Album von Duo505. Im selben Jahr brachte Fleischmann das Album Angst Is Not A Weltanschauung mit neun Einzeltiteln heraus.
Für L’Animale wurde er mit dem Österreichischen Filmpreis 2019 in der Kategorie Beste Musik ausgezeichnet. Für die Musik zu Mit einem Tiger schlafen erhielt er den Österreichischen Filmpreis 2025.

## Diskografie

### Alben
- 1999: Pop Loops For Breakfast (Charhizma)
- 2000: A Choir Of Empty Beds (Fuzzy Box)
- 2001: TMP (Charhizma)
- 2003: Welcome Tourist (Charhizma/Morr Music)
- 2006: The Humbucking Coil (Charhizma/Morr Music)
- 2007: Melancholie/Sendestraße (Sound Of A Handshake)
- 2008: Angst Is Not A Weltanschauung (Morr Music)
- 2011: For M / Mikro_Kosmos (Morr Music)
- 2012: I'm Not Ready For The Grave Yet (Morr Music)
- 2018: Stop Making Fans (Morr Music)

### Singles und EPs
- 1999: Sidonie EP (Charhizma/Morr Music)
- 2001: Nico 7″ (A Number Of Small Things)
- 2001: Zealectronic Aubergine 7″ (Zealectronic)
- 2003: Welcome Tourist 7″ (Morr Music)
- 2004: Tour 7″ (Lok Musik)
- 2006: Frisky He Said 7″ (A Number Of Small Things)
- 2008: Still See You Smile 7″ (A Number Of Small Things)

### Kollaborationen
- 2000: B. Fleischmann/E*Vax Split 7″ (Audio Dregs)
- 2004: Duo505 – Late (Morr Music)
- 2005: B. Fleischmann/Tarwater: Japan Tour 2005 Morr Music (Morr Music)
- 2006: The Year Of – Slow Days (Morr Music)
- 2008: Duo505 – Another Illusion (Konkord)
- 2011: Duo505 – Walzer oder nicht (Morr Music)

## Filmografie (Auswahl)
- 2003: Im Anfang war der Blick
- 2018: L’Animale
- 2020: Blind ermittelt – Zerstörte Träume (Fernsehreihe)
- 2024: Mit einem Tiger schlafen